# 大港埔祖師廟
大港埔祖師廟，又稱新興祖師廟、高文祖師廟，是位於臺灣高雄市大港埔的廟宇，主奉閩南安溪高僧清水祖師。

## 廟史
清康熙年間，有一僧自安溪清水巖奉清水祖師香火，來澎湖馬公文澳弘法，醫術精湛，為人治病有神效，不取藥資，亦不受錢米，其離去後，父老搭建了文澳祖師廟奉祀祖師香火，更是以此廟來紀念此僧行醫濟民之德。
1924年，文澳趙皆得、林正法等善信，由文澳祖師廟分靈清水祖師神像，至高雄奉祀，初期建廟於鹽埕埔北野町，後遭政府徵收土地，1934年將廟遷徙至大港埔，改稱大港埔祖師廟。1951年開始重建，1953年完工；1969年因信眾過多，廟宇無法容納，又擴建廟宇，於1974年改建為今之宮殿式廟宇。

## 祀神

### 正殿
清水大祖師、清水二祖師、玄天上帝、觀音佛祖、註生娘娘、福德正神、金吒太子、木吒太子、哪吒太子、虎爺

### 凌霄寶殿
玉皇上帝、南斗星君、北斗星君、四大天王（張天師、托塔天王、王天君、玄壇真君）

## 外部連結
- 大港埔祖師廟的Facebook專頁
- 大港埔祖師廟的Instagram帳戶